# Bauhinia brasiliensis
Bauhinia brasiliensis är en ärtväxtart som beskrevs av Julius Rudolph Theodor Vogel. Bauhinia brasiliensis ingår i släktet Bauhinia och familjen ärtväxter. Inga underarter finns listade i Catalogue of Life.